# Raccordo autostradale 10
Der Raccordo autostradale 10 (italienisch für ‚Autobahnzubringer 10‘) ist ein Autobahnzubringer im Nordosten Italiens, der Turin mit dem  Flughafen der Stadt verbindet. Er liegt in der   italienischen Region Piemont. Der RA10 ist vierspurig (2 Fahrstreifen pro Richtung) ausgebaut.
Der Autobahnzubringer ist 10,6 km lang. Das  Decreto Legislativo 29 ottobre 1999, n.461 hat den RA10 nicht in das Autobahnnetz Italiens aufgenommen, sondern ihn als Straße von nationalen Interesse eingestuft. 2001 erhielt er aufgrund des Decreto del Presidente del Consiglio dei Ministri del 21 settembre 2001 die Bezeichnung RA 10.
Verwaltet und betreut wird der Autobahnzubringer von der ANAS, die den italienischen Staat untersteht. Der RA10 ist einer der wenigen italienischen Straßen, die nummerierte Anschlussstellen aufweisen.
Bislang ist der RA 10, wie alle von der ANAS betreuten Strecken, mautfrei.